# Darcy Hordichuk
Darcy Hordichuk (né le 10 août 1980 à Kamsack dans la province de la Saskatchewan au Canada) est un joueur professionnel retraité de hockey sur glace.

## Carrière
Hordichuk débuta au niveau junior en 1997 avec les Hitmen de Calgary de la Ligue de hockey de l'Ouest pour qui il joue que trois rencontres avant de rejoindre les Kings de Dauphin de la Ligue de hockey junior du Manitoba pour la saison 1997-1998. Il revient dans la LHOu pour les deux saisons suivantes, s'alignant alors avec les Blades de Saskatoon.
Ayant retenu l'attention des recruteurs de la LNH par ses talents de pugiliste, les Thrashers d'Atlanta font de lui leur choix de sixième ronde lors du repêchage de 2000. Le solide ailier passe alors au niveau professionnel en rejoignant les Solar Bears d'Orlando de la Ligue internationale de hockey étant même appelé à prendre part à onze rencontres avec le grand club. Après cette première saison, il amasse un total de 369 minutes de punitions en saison régulière et ses talents de policier sont requis pour aider le club à remporter la Coupe Turner. Hordichuk se joint au nouveau club-école des Thrashers, les Wolves de Chicago de la Ligue américaine de hockey.
Il se voit être échangé par les Thrashers aux Coyotes de Phoenix à la date limite des transactions dans la LNH en 2002. Hordichuk y rejoint alors leur équipe affiliée dans la LAH, les Falcons de Springfield. N'étant appelé qu'à prendre part à 25 rencontres avec les Coyotes en 2002-2003 avant de se voir être échangé à nouveau, cette fois aux Panthers de la Floride qui lui offrent alors un poste permanent dans la LNH.
À la suite du lock-out que connut la LNH en 2004-2005, les Panthers l'envoient aux Predators de Nashville en retour d'un choix de quatrième ronde au repêchage de 2005.
Le 1er juillet 2008 il signe un contrat de deux ans avec les Canucks de Vancouver. Il joue à nouveau pour les Panthers de la Floride lors de la saison 2010-2011 avant de rejoindre l'équipe des Oilers d'Edmonton pour les deux saisons suivantes.
Il annonce son retrait de la compétition le 17 mars 2014.

## Statistiques
| Saison     | Équipe                 | Ligue      |     | Saison régulière | Saison régulière | Saison régulière | Saison régulière | Saison régulière |   | Séries éliminatoires | Séries éliminatoires | Séries éliminatoires | Séries éliminatoires | Séries éliminatoires |
| Saison     | Équipe                 | Ligue      | PJ  | B                | A                | Pts              | Pun              | PJ               | B | A                    | Pts                  | Pun                  |                      |                      |
| 1996-1997  | Hitmen de Calgary      | LHOu       | 3   | 0                | 0                | 0                | 2                | -                | - | -                    | -                    | -                    |                      |                      |
| 1997-1998  | Kings de Dauphin       | MJHL       | 58  | 12               | 21               | 33               | 279              | -                | - | -                    | -                    | -                    |                      |                      |
| 1998-1999  | Blades de Saskatoon    | LHOu       | 66  | 3                | 2                | 5                | 246              | -                | - | -                    | -                    | -                    |                      |                      |
| 1999-2000  | Blades de Saskatoon    | LHOu       | 63  | 6                | 8                | 14               | 269              | 11               | 4 | 2                    | 6                    | 43                   |                      |                      |
| 2000-2001  | Thrashers d'Atlanta    | LNH        | 11  | 0                | 0                | 0                | 38               | -                | - | -                    | -                    | -                    |                      |                      |
| 2000-2001  | Solar Bears d'Orlando  | LIH        | 69  | 7                | 3                | 10               | 369              | 16               | 3 | 3                    | 6                    | 41                   |                      |                      |
| 2001-2002  | Thrashers d'Atlanta    | LNH        | 33  | 1                | 1                | 2                | 127              | -                | - | -                    | -                    | -                    |                      |                      |
| 2001-2002  | Coyotes de Phoenix     | LNH        | 1   | 0                | 0                | 0                | 14               | -                | - | -                    | -                    | -                    |                      |                      |
| 2001-2002  | Wolves de Chicago      | LAH        | 34  | 5                | 4                | 9                | 127              | -                | - | -                    | -                    | -                    |                      |                      |
| 2002-2003  | Coyotes de Phoenix     | LNH        | 25  | 0                | 0                | 0                | 82               | -                | - | -                    | -                    | -                    |                      |                      |
| 2002-2003  | Panthers de la Floride | LNH        | 3   | 0                | 0                | 0                | 15               | -                | - | -                    | -                    | -                    |                      |                      |
| 2002-2003  | Falcons de Springfield | LAH        | 22  | 1                | 3                | 4                | 38               | -                | - | -                    | -                    | -                    |                      |                      |
| 2003-2004  | Panthers de la Floride | LNH        | 57  | 3                | 1                | 4                | 158              | -                | - | -                    | -                    | -                    |                      |                      |
| 2005-2006  | Predators de Nashville | LNH        | 74  | 7                | 6                | 13               | 163              | -                | - | -                    | -                    | -                    |                      |                      |
| 2006-2007  | Predators de Nashville | LNH        | 53  | 1                | 3                | 4                | 90               | 2                | 0 | 0                    | 0                    | 0                    |                      |                      |
| 2007-2008  | Predators de Nashville | LNH        | 45  | 1                | 2                | 3                | 60               | 5                | 0 | 0                    | 0                    | 2                    |                      |                      |
| 2008-2009  | Canucks de Vancouver   | LNH        | 73  | 4                | 1                | 5                | 109              | 10               | 1 | 0                    | 1                    | 14                   |                      |                      |
| 2009-2010  | Canucks de Vancouver   | LNH        | 56  | 1                | 1                | 2                | 142              | -                | - | -                    | -                    | -                    |                      |                      |
| 2010-2011  | Panthers de la Floride | LNH        | 64  | 1                | 4                | 5                | 76               | -                | - | -                    | -                    | -                    |                      |                      |
| 2011-2012  | Oilers d'Edmonton      | LNH        | 43  | 1                | 2                | 3                | 64               | -                | - | -                    | -                    | -                    |                      |                      |
| 2012-2013  | Oilers d'Edmonton      | LNH        | 4   | 0                | 0                | 0                | 2                | -                | - | -                    | -                    | -                    |                      |                      |
| 2012-2013  | Barons d'Oklahoma City | LAH        | 22  | 0                | 1                | 1                | 12               | 3                | 0 | 0                    | 0                    | 2                    |                      |                      |
| Totaux LNH | Totaux LNH             | Totaux LNH | 542 | 20               | 21               | 41               | 1 140            | 17               | 1 | 0                    | 1                    | 16                   |                      |                      |

## Honneurs et trophées
Ligue internationale de hockey
- Vainqueur de la Coupe Turner avec les Solar Bears d'Orlando en 2001.

### Transactions
- 2000 ; repêché par les Thrashers d'Atlanta ( 6e choix de l'équipe, 180e au total).
- 19 mars 2002 ; échangé par les Thrashers avec leur choix de quatrième (Lance Monych  et cinquième ronde (John Zeiler) au repêchage de 2002 aux Coyotes de Phoenix en retour de Kiril Safronov, des droits sur Ruslan Zainulin et du choix de quatrième ronde des coyotes au repêchage de 2002 (Patrick Dwyer).
- 8 mars 2003 ; échangé par les Coyotes avec leur choix de deuxième ronde au repeĉhage de 2003 (échangé ultérieurement au Lightning de Tampa Bay qui y sélectionnèrent Matt Smaby) aux Panthers de la Floride en retour de Brad Ference.
- 27 juillet 2005 ; échangé par les Panthers aux Predators de Nashville en retour de leur choix de quatrième ronde au repêchage de 2005 (Matt Duffy).